# 普属波兰
普魯士瓜分區（波蘭語：Zabór pruski）或普属波蘭，是18世紀末普魯士王國在瓜分波蘭期間獲得的波蘭立陶宛聯邦的前領土。普魯士瓜分的土地面積達141,400平方公里（54,600平方英里），以前是聯邦的西部領土。1772年由俄羅斯帝國牽頭，普魯士參與了第一次瓜分。第二次發生在1793年，第三次發生在1795年，这三次瓜分導致波蘭亡国，持续达123年。 
拿破仑战争时期，由于在耶拿的惨败，普鲁士不得不割让其瓜分波兰的大部分领土。拿破仑在此建立了亲法的华沙公国。拿破仑战败后，在维也纳会议上，普属波兰的大部（除波森和西普鲁士）被并入了俄罗斯帝国。 